# Taialà
Taialà es una localidad española del municipio de Sant Gregori, perteneciente a la provincia de Gerona, en la comunidad autónoma de Cataluña.

## Toponimia
El nombre del lugar puede encontrarse referido con las variantes Tayalá y Taialà.

## Geografía
La localidad se encuentra ubicada al oeste del curso del río Ter.

## Historia
Hacia mediados del siglo XIX, el lugar, perteneciente ya por entonces a San Gregorio, tenía contabilizada una población de 60 habitantes. La localidad aparece descrita en el decimocuarto volumen del Diccionario geográfico-estadístico-histórico de España y sus posesiones de Ultramar de Pascual Madoz de la siguiente manera:

TAYALÁ: l. en la prov., part. jud. y dióc. de Gerona, aud. terr., c. g. de Barcelona, ayunt. de San Gregorio. sit. en terreno llano, con buena ventilacion y clima templado y saludable; las enfermedades comunes son fiebres intermitentes. Tiene 30 casas y una igl. parr. (San Narciso) servida por un cura de ingreso de provision real y ordinaria. El térm. confina N. Sarriá de Dalt; E. el r. Ter; S. San Pons de Fontajau, y O. San Medir y Montcalt. El terreno es de buena calidad; le fertiliza el mencionado r., y le cruzan varios caminos locales. prod.: trigo, maiz y legumbres. pobl.: 14 vec., 60 alm. cap. prod.: 1.671,200 rs. imp.: 41,780.
(Madoz, 1849, p. 677)

En 2022, la entidad singular de población de Taialà contaba con una población empadronada de 161 habitantes y el núcleo de población de 119 habitantes.

## Patrimonio
En el lugar hay una iglesia bajo la advocación de San Narciso.